# Municipio de Briggsville
El municipio de Briggsville (en inglés: Briggsville Township) es un municipio ubicado en el condado de Yell en el estado estadounidense de Arkansas. En el año 2010 tenía una población de 128 habitantes y una densidad poblacional de 2,27 personas por km².

## Geografía
El municipio de Briggsville se encuentra ubicado en las coordenadas 34°53′55″N 93°31′33″O / 34.89861, -93.52583. Según la Oficina del Censo de los Estados Unidos, el municipio tiene una superficie total de 56.47 km², de la cual 56,06 km² corresponden a tierra firme y (0,73 %) 0,41 km² es agua.

## Demografía
Según el censo de 2010, había 128 personas residiendo en el municipio de Briggsville. La densidad de población era de 2,27 hab./km². De los 128 habitantes, el municipio de Briggsville estaba compuesto por el 94,53 % blancos, el 1,56 % eran amerindios, el 2,34 % eran asiáticos y el 1,56 % eran de una mezcla de razas. Del total de la población el 0,78 % eran hispanos o latinos de cualquier raza.